# Tommaso Buscetta
Tommaso Buscetta (ur. 13 lipca 1928 w Palermo, zm. 2 kwietnia 2000 na Florydzie) – jeden z czołowych członków mafii sycylijskiej. Jeden z pierwszych wysoko postawionych mafiosów (określony mianem pentiti), który złamał zmowę milczenia omerta – wyjawił tajemnice mafii sycylijskiej i amerykańskiej.

## Początki kariery przestępczej
Urodził się w Palermo w dzielnicy biedoty jako czternaste dziecko szklarza. Porzucił szkołę w piątej klasie. W wieku 18 lat został zaprzysiężony jako członek klanu Porta Nuova. W 1945 roku złożył przysięgę w mafijnym stylu – krwią z przekłutego palca posmarowano wizerunek świętego na kartce papierowej, po czym tę kartę podpalono. Wypowiedział słowa przysięgi – Jeślibym złamał tę przysięgę, niech moje ciało spłonie jak ten święty obraz.
Odpowiada za wiele zabójstw. Zabijał dla zdobycia prestiżu, władzy (awansu) i pieniędzy.
Pierwsze wzmianki o jego kontaktach z mafią sięgają roku 1957, kiedy pewien budowlaniec Giuseppe Annaloro ("Sentenza di Rinvio a Giudizio" sędziego Cesare Terranovy) zwrócił się o pomoc do niego w uzyskaniu licencji budowlanej. W tym czasie Tommaso miał dobre układy z burmistrzem Palermo – Salvo Lima i Vitem Cianciminem (odpowiadał za budownictwo komunalne). Sprawy tak się potoczyły, że Tommaso wywalczył – przy okazji – dla siebie i brata Vincenza pozwolenie na wybudowanie dwóch nowych domów i kontrakt dla fabryki okien oraz posadę brygadzisty dla swojego kompana (posłużył się łapówkami w wysokości ok. dwudziestu pięciu milionów lirów, czyli blisko pięćdziesięciu tysięcy dolarów).
W 1959 roku Buscetta zostaje złapany podczas przeładowywania ze statku do podstawionych ciężarówek prawie czterech ton przemycanych chesterfieldów. W sądzie zapłacił tylko grzywnę. Już wtedy mafia sycylijska współpracowała z mafią korsykańską. Jednym z głównych pośredników między Sycylijczykami a Korsykanami był – Paolo Molinelli (pirat, jego flota przemytnicza przemierzała przez Morze Śródziemne z kontrabandą papierosową i przede wszystkim morfiną z Libanu do Marsylii). Morfinę następnie przetwarzano tutaj w oczyszczoną heroinę, po czym wysyłano do Sycylii a później – przez Sycylijczyków – do Stanów Zjednoczonych. To wszystko odbywało się w ramach tzw. French Connection. To tu tacy handlarze jako Buscetta tworzyli heroinowe imperium i swoje siatki przemytnicze.
Uczestniczył w Szczycie w Palermo. To jemu (i kilku innym mafiosom) Lucky Luciano zaproponował utworzenie Komisji mafii sycylijskiej (CUPOLA) na wzór Komisji Syndykatu. Pierwszym jej przewodniczącym został: Salvatore Greco "Cichiteddu" z klanu Ciaculli.

## Skazanie (in absentia) w 1963 roku
W 1963 roku Buscetta został skazany zaocznie (in absentia) na czternaście lat pozbawienia wolności za zabójstwo dwóch osób (Giulio Pisciotta i Natale Carollo). Ofiary zostały uprowadzone i ślad po nich zaginął (tzw. biała śmierć, ciał nigdy nie odnaleziono). Obciążające zeznania złożył naoczny świadek jednego z wielu innych morderstw jakie popełnił Buscetta. To podwójne morderstwo zostało popełnione w 1960 r., kiedy toczyła się wojna klanu Porta Nuova o przejęcie rynku budowlanego w Palermo. Oprócz niego oskarżeni zostali Angelo La Barbera i Salvatore Greco.

## Działalność w Stanach Zjednoczonych
W latach 1962–1963 toczyła się Pierwsza Wojna Klanów. Buscetta stanął wówczas po stronie klanu Ciaculli (rodzina Greco) w ich wojnie z rodziną La Barbera. Po maskarze w Ciaculii (30 czerwca 1963) opuścił Włochy. Podróżował po świecie ze swoją narzeczoną (później stała się jego nową żoną, mimo że był już żonaty), odwiedził Szwajcarię, Niemcy Zachodnie, Wielką Brytanię, Meksyk Paragwaj i Kanadę, posługiwał się meksykańskim paszportem na nazwisko: Manuel Lopez Cardena.
Ostatecznie w 1965 roku przybył do Stanów Zjednoczonych, osiedlił się w Nowym Jorku na Brooklynie gdzie nawiązał kontakt z Carlo Gambino (uchodził wtedy za bossa nad bossami mafii amerykańskiej) i jego bratem Paolo. To było początkiem historii heroinowego interesu w Stanach Zjednoczonych (okrzyknięta PIZZA CONNECTION, którego kulisy ujawnił Proces Pizza Connection).
Buscetta zadomowił się w enklawie Rodzinie Gambino, położonej wokół 18 Avenue w Bensonhurst; tutaj w kawiarniach "Cafe Valentino" i "Mille Luci" należących do Cherry Hill Gambinos (bracia John, Rosario i Giuseppe Gambino – krewni Carla) koncentrowały się główne heroinowe transakcje. Buscetta stał się ich bliskim wspólnikiem. Bracia Gambino jako typowi sycylijscy mafiosi należeli do klanu w Palermo. Nie mogli wstąpić do amerykańskiej Cosa Nostry (księgi wstępu od roku 1931 – zgodnie z wolą Lucky Luciano – były zamknięte i żadna z nowojorskich rodzin nie przyjmowała więcej niż dziesięciu nowych zaprzysiężonych członków, księgi otwarto w 1954 i ponownie zamknięto w 1957 i trwało to do 1974 roku).
Pierwsza żona Tommaso – Melchiorra – i ich córka Felicia zostały przemycone do USA po czym trafiły pod dach Rosario Gambino. Synowie zaś – Benedetto i Antonio, zostali przyjęci do pracy w pizzerii w New Jersey należącej do braci Gambino.
Buscetta współpracował – po przyjeździe do Stanów – z Antonio Napolim (kompan i stary sycylijski przyjaciel Lucky Luciano). Zatrudnił się u niego jako praktykant przy wyrobie pizzy w "La Dolce Vita" na Brooklynie.
Z biegiem czasu został jego wspólnikiem w przynajmniej trzech innych pizzeriach:
"Pizza Den" na Brooklynie, "Pizza Masters" na Jamajce i "Pizza City" na 42nd Street, 8th Avenue na Manhattanie.
Przez te placówki gastronomiczne przechodziły pieniądze z gier hazardowych, lichwiarskich pożyczek, wymuszeń, porwań i napadów. W lokalach coraz częściej pojawiali się handlarze heroiną (min. Salvatore Inzerillo – późniejsza ofiara wielkiej wojny klanów, Salvatore Riina, Pietro Davi, Emmanuele Adamita, Giuseppe Tramontana i Filippo Casamento).
Około 1967 roku Buscetta odnowił kontakt z Giuseppe Pino Catania (osiadł w Meksyku). Wcześniej w 1964 roku wyruszyli razem w podróż z Meksyku do Kanady aby nawiązać kontakt z handlarzami narkotyków, Guidem Orsinim i Frankiem Cotronim. W tym czasie w Kanadzie kształtowała się sycylijska frakcja mafii. Pino Catania przedstawił Buscettę królowi meksykańskiego handlu heroiną i kokainą – Jorge Asaf y Bali. Ich pierwsza transakcja dotyczyła 25 kg heroiny (towar nie był najlepszej jakości, trafił do Montrealu).
W lutym 1970 roku przyszła następna przesyłka, tym razem było już 89 kg heroiny. Wspólnie z Carlo Zippo sprzedał towar w czerwcu br. (wcześniej zakupiony został od korsykańskich dostawców w Marsylii, przetransportowany przez ludzi Bali do miasta Meksyk a później do Brooklynu do Eagle Cheese Company – sklepik na Avenue U prowadzony przez Filippo Casamento). Po tej transakcji Buscetta na pewien czas zawiesił swoje operacje w Ameryce.
W okresie gdy przybył do Stanów i rozpoczął swój heroinowy handel, we Włoszech po maskarze w Ciaculli, władze tego kraju podjęły działania antymafijne. Powołano Komisję Antymafijną (pierwsze jej posiedzenie odbyło się 6 lipca 1963, raport końcowy powstał w 1976). Już wtedy Tommaso Buscetta w raporcie parlamentarnej Komisji Antymafijnej został zaliczony do grona dziesięciu najważniejszych bossów mafii sycylijskiej.

## Proces 114
W dniu 31 maja 1965 roku sędzia Cesare Terranova podpisał wspólny akt oskarżenia przeciwko 114 członkom mafii (Proces 114). Proces rozpoczął się w 1967 i trwał do 1968 roku. Oskarżonym postawiono zarzuty wielokrotnych morderstw, przemyt papierosów, kradzieże, porwania, handel narkotykami i zamach bombowy w Ciaculli. Zostało skazanych tylko 10 oskarżonych (wyroki zapadły 22 grudnia 1968 – m.in. Tommaso Buscetta – czternaście (zaocznie) i Angelo La Barbera – dwadzieścia dwa lata). Nikt nie został skazany za masakrę w Ciaculli.
Buscetta, Salvatore Greco i Angelo La Barbera zostali uznani winnymi "bezprawnego i trwałego zatrzymania poszkodowanych osób, Giulia Piscotty i Natalego Carolla, których nikt później żywych nie widział".

## Masakra na Viale Lazio w 1969 roku
Na nieszczęście dla wielu innych sycylijskich mafiosów doszło do kolejnego wewnątrz mafijnego zdarzenia (z ang. Viale Lazio massacre lub Lazio Street Massacre). W połowie grudnia 1969 od kul zamachowców (m.in. Bernardo Provenzano, Damiano Caruso i Calogero Bagarella – zginął podczas akcji) zastrzelony został Michele Cavatoio (lub Cavataio). Zamachowcy przebrani za policjantów wtargnęli do jego biura na Via Lazio w Palermo.
Michele Cavatoio winny był za śmierć Calcedonii di Pisy. Rodzina Greco z Ciaculli – z kolei – obarczała (niesłusznie jak się później okazało) za śmierć di Pisy braci La Barbera (Salvatore i Angelo). Konflikt Greco – La Barbera dał początek Pierwszej Wojnie Klanów.
Zeznania skruszonego Buscetty w 1984 roku ostatecznie ujawniły, że to Cavatoio kazał zamordować di Pisę (wyrok wykonało trzech zamachowców), a podejrzenia skierował w stronę braci La Barbera, którym śmierć di Pisy była również na rękę.
Masakra na Viale Lazio spowodowała oburzenie we Włoszech. Policja ponownie ruszyła do akcji. Na początku czerwca 1970 roku, Buscetta wyjechał z Nowego Jorku w towarzystwie Cichiteddu Greco do Rzymu, gdzie potajemnie spotkali się z dwoma innymi bossami: Gaetano Badalamenti i Stefano Bontate. Wszyscy zgodzili się, że należy reaktywować zawieszoną przed siedmioma latami CUPOLĘ (po zakończeniu Pierwszej Wojny Klanów w 1963). W skład nowej CUPOLI weszli jeszcze (było ich w sumie dziesięciu): Luciano Leggio i Salvatore Riina.
W trakcie pobytu we Włoszech, Buscetta i towarzyszący mu Cichiteddeu Greco i Badalamenti o mały włos nie wpadli podczas rutynowej kontroli drogowej na północy Włoch. Buscetta posłużył się kanadyjskim paszportem na nazwisko: Adalberto Bariberi, a Greco wenezuelskim na nazwisko Renato Martino Caruso, policyjny patrol puścił ich wolno.

## Aresztowanie w 1970 roku
Tuż po powrocie do Stanów, Buscetta został zatrzymany przez nowojorskiego policjanta, Mike’a Minto, gdy jechał przez brooklyński most, białym thunderbirdem (pojazd ten pożyczył od Carlo Zippa). Minto, doświadczony policjant, rozpoznał Buscettę. Jego aresztowanie wywołało popłoch wśród jego kompanów. Carlo Zippo i Franco Casamento (brat Filippo) ukryli się na jakiś czas. Wydawało się, że los Buscetty jest przesądzony. Okazało się, że sąd w Nowym Jorku nie wiedział, że sąd włoski w 1968 skazał go (zaocznie) za wielokrotne morderstwa i udział w zorganizowanej przestępczości.
Z niewyjaśnionych przyczyn władze włoskie nie starały się o ekstradycję Buscetty. Amerykańskie federalne BNDD (Bureau of Narcotics and Dangerous Drugs) wiedziało, że jest on znanym handlarzem narkotyków, ale nie miało ono żadnych dowodów. Skazać go mogli za nielegalne przekroczenie granicy.

## Działalność w Ameryce Południowej
Ostatecznie, Buscetta opuścił Stany Zjednoczone. Wraz ze starszym synem Benedettą i Carlem Zippą wyjechał do Brazylii. zaś obie żony pozostały w Ameryce. Podróżował po całym świecie (w Meksyku spotkał się z Pino Catanią, Hondurasu, Gwatemali, Peru i Paragwaju).
To tu w Brazylii, obok Wenezueli istniała silna, zorganizowana i zamorska gałąź mafii sycylijskiej. Olbrzymie terytorium Brazylii, niemierzona linia brzegowa, niezliczone wysepki u wybrzeży i dżungla amazońska – to wszystko miał przez najbliższe lata zapewnić bazę przerzutową narkotyków. Buscetta, Carlo Zippo połączyli swoje siły z Korsykanami w 1971 roku – Michelem Nolim i Lucienem Sartim (zastępca szefa French Connection w Ameryce Południowej) w czasie wspólnego spotkania w Rio de Janeiro w Copacabana Palace Hotel. Ustalili, że heroinę będą przeładowywać w São Sebastião – wysepka wypoczynkowa, następnie ludzie Buscetty przemycą ją do Stanów. Osią tego handlu był Eagle Chesse Company, niewielka firma importowała narkotyk, który później w milionach działek (dawek) rozprowadzano na amerykańskim rynku.
Towar szmuglowano na statkach i jachtach, w samolotach i przesyłkach pocztowych. Pieniądze za towar wędrowały w walizkach turystycznych.
Biznes kręcił się od czerwca 1971 roku do lipca 1972 roku. W proceder zamieszany był również Michele Nicola, Pino Catania, Jorge Asaf y Bala i syn Buscetty – Benedetto.
Problemy handlarzy zaczęły się w kwietniu 1972 roku kiedy to w strzelaninie z policją w Meksyku zginął Lucien Sarti. W tym czasie policjanci brazylijscy i przydzielony agent BNDD, działający w Ameryce Południowej, obserwowali już od dłuższego czasu korsykańskich handlarzy. Na dodatek przyjaciółka Sartiego – Helene Ferreira (prostytutka) – zaczęła sypać.
W październiku 1972 roku aresztowano Michela Nicolego, kilka dni później przechwycono ładunek heroinowy na statku "Mormac-Altair" (61 kg heroiny). Nastąpiła fala aresztowań (zatrzymano 25 osób z rodziny Guimaraes – w tym żonę Buscetty, Cristinę Almeidę de Guimaraes i jej ojca Homero Guimaraes sen.)

## Aresztowanie w 1972 roku
Tommaso Buscetta i jego syn Benedetto wpadli na granicy brazylijsko – urugwajskiej. Pino Catania wpadł w Teksasie, Carlo Zippo w Salerno, Filippo Casamento w Nowym Jorku (jego braciom, Franco i Antonino udało się uciec do Wenezueli). Aresztowanych poddano ciężkim torturom. Tommaso poddany był wstrząsom elektrycznym z elektrodami przyłożonymi do genitaliów, odbytu, zębów i uszu, zerwano mu paznokcie, wieszano go za nogi głową w dół.

## Deportacja do Włoch
Ostatecznie deportowano go do Włoch (na polecenie prezydenta Brazylii Emilio G. Medici). Do Rzymu przybył 3 grudnia 1972 roku. Skazano go na podstawie wyroku, który zapadł w Procesie 114, dorzucono mu kolejne 10 lat za handel narkotykami, w sumie 24 lata. Wyrok później zmniejszono do 11 lat i w 1980 wyszedł na wolność.
Od kilku lat trwał w najlepsze heroinowy handel. Mafia sycylijska (wszystkie klany w ramach Palermo Connection zaangażowane były w przemyt heroiny na światową skalę). W przyszłości doprowadziło to do krwawej Wielkiej Wojny Klanów.
Buscetta w lipcu 1980 roku zawitał w Palermo. Z wielu stron napłynęły do niego kuszące propozycje (oferowali mu wejście w heroinowy biznes, szef klanu Porta Nuova – Pippo Calo; Salvatore Inzerillo i Antonio Salamone).
Buscetta odrzucił (ponoć) wszystkie oferty. Opuścił Palermo po Świętach Bożego Narodzenia, wpadł na kilka dni do Paryża po czym, z kolejnym fałszywym paszportem, poleciał do Brazylii na pokładzie samolotu Concorde. Używał paszportów na nazwisko Thomas Roberto Felice lub Jose Roberto Escobar.
Poruszał się między Rio de Janeiro i São Paulo. Bardziej lubił Rio, pełne anonimowych imigrantów z Włoch. Kupił, w dzielnicy Barra da Tijuca, apartament gdzie zamieszkał razem z żoną Cristiną. W wieżowcu, dwa piętra wyżej, zamieszkał inny uciekinier – członek Camorry Antonio Bardellino – dziwny zbieg okoliczności.
Buscetta myślał już o nowych heroinowo-kokainowych interesach i wielomilionowych zyskach. Do współpracy miał zachęcić innych członków Camorry (Sycylijczycy i Neapolitańczycy zawarli pakt o współpracy w 1975). Nie przewidział jednak tego, że na Sycylii wybuchnie krwawa i bezwzględna Wielka Wojna Klanów. Mniej więcej do połowy jej trwania, Tommaso czuł się w miarę bezpiecznie, gdyż zachował neutralną pozycję w konflikcie. Jednakże z biegiem czasu ta sytuacja się zmieniła, gdy zginęło dwóch jego synów (Antonio i Benedetto 11 września 1982 r. – biała śmierć; ciał nigdy nie odnaleziono). Zaginął również jego szwagier Homero Guimaraes jun. (rodowity Brazylijczyk). Pod koniec grudnia 1982 roku zastrzelony został zięć Buscetty, kilka dni później jego starszy brat Vincenzo, oraz jego syn.
Do problemów osobistych, doszły te zawodowe. Don Michele Zaza z Camorry został aresztowany przez policję. Zaza liczył na odnowienie kontaktów z Korsykanami z czasów French Connection. Don Antonio Bardellino zdążył uciec przed aresztowaniem. Buscetta przestraszony biegiem zdarzeń miał się spotkać z żoną w São Paulo (nie wiedziała, że policja ją obserwuje).

## Aresztowanie w 1983 roku
W wyniku największej akcji w dziejach brazylijskiej policji, sięgającej od São Paulo, do Belem i Rio, wraz z Buscettą aresztowano 11 osób (podobnie jak w 1972 roku zatrzymano jego żonę i jej ojca). Buscetta wylądował w brazylijskim więzieniu. Jego żona starała się o jego deportację do Stanów Zjednoczonych (potajemnie jeździła z wizytą do DEA). Obawiała się, że we włoskim więzieniu zostanie on zamordowany. Amerykanie chcieli go postawić przed sądem za udział w gangu narkotykowym rozbitym w 1972 roku, Włosi chcieli go natychmiast sprowadzić do siebie jako zbiegłego więźnia i głównego podejrzanego w ich śledztwie przeciwko mafii sycylijskiej. Brazylijczycy trzymali go w areszcie (zarzut posiadanie fałszywych dokumentów), odkrywali liczne firmy-krzaki, sfałszowane księgi handlowe i podrobione faktury.
Ostatecznie Buscetta został przetransportowany do Włoch. Na wieść o takim obrocie sprawy próbował popełnić samobójstwo, połknął strychninę, z trudem go odratowano. Po powrocie do zdrowia poprzysiągł zniszczyć mafię ("Wszystko się zmieniło, został tylko szał, wojna i krew – a wszystko dla pieniędzy"). Corleonesi (ludzie Luciano Leggio) w trakcie Wielkiej Wojny Klanów zabili mu dwóch synów i pięciu krewnych.
Od początku lata do jesieni 1984 roku zeznawał przed sądem (już wcześniej zdecydował się zeznawać przeciwko mafii, poprosił o rozmowę z Giovanni Falcone).
Dzięki zeznaniom w nowojorskim procesie Pizza Connection (z ang. Pizza Connection Trial; trwał on od 24 października 1985 do 2 marca 1987) objęty został Federalnym Programem Ochrony Świadków w skrócie FPOŚ (z ang. Witness Protection Program).
W trakcie Maksiprocesu (pojawił się w przyciemnionych okularach, po przebytej operacji plastycznej twarzy) zeznawał przez tydzień. Odsłonił kulisy działalności mafii sycylijskiej od lat 50. Wymienił zabójców mordujących na polecenia Leggio w trakcie Wielkiej Wojny Klanów i opisał kulisy światowego handlu heroiną.
W 1990 roku ponownie wysłano go do Włoch, by złożył zeznania przeciwko byłemu (wielokrotnemu) premierowi włoskiego rządu Giulio Andreottiemu oskarżonemu o przynależność do mafii. Pomimo jego zeznań Andreotti został oczyszczony z zarzutów. Buscetta powrócił do Ameryki.
Tommaso Buscetta zmarł w Stanach Zjednoczonych 2 kwietnia 2000 roku, gdzie do końca życia korzystał z FPOŚ.
Przez wiele lat, aż do początku lat sześćdziesiątych, nikt nie wiedział o jego cichej współpracy a nawet przyjaźni z Lucky Luciano (trwała ona bez mała 16 lat, do śmierci Luciano w 1962). Obaj po raz pierwszy spotkali się w 1946 po tym jak Luciano (na podstawie deportacji) przybył do Włoch.